# Бачинива
Бачинива (исп. Bachíniva) — посёлок в Мексике, штат Чиуауа, входит в состав одноимённого муниципалитета и является его административным центром. Численность населения, по данным переписи 2010 года, составила 2109 человек.

## Общие сведения
Название Bachíniva с языка тараумара можно перевести как «цветущая кукуруза».
Посёлок был основан 8 сентября 1660 года как францисканская миссия под названием Санта-Мария-де-Нативитас-де-Бачиба.